# René Barbier (chercheur)
Pour les articles homonymes, voir René Barbier et Barbier.
René Barbier est un chercheur et universitaire français né le 9 juillet 1939 dans le 20e arrondissement de Paris où il est décédé le 18 septembre 2017. Professeur honoraire  à l'université de Paris VIII Saint-Denis en sciences de l'éducation en 2007. Il a été conseiller scientifique du Centre d'innovation et de recherche en pédagogie de Paris (CIRPP) créé par la chambre de commerce de Paris jusqu'à la disparition de cet organisme. Il a été membre du Conseil d'Administration du Centre International de Recherches et Études Transdisciplinaires (CIRET).
Sa thèse de doctorat en sociologie de l'éducation date de 1976 et son habilitation à diriger des recherches de 1992. 
Il a développé les sciences de l'éducation par des travaux sur la recherche-action. Ses travaux s'appuient sur ceux de Cornelius Castoriadis, Edgar Morin, Basarab Nicolescu, du psychanalyste Carl Gustav Jung, des philosophes orientaux comme Ramana Maharshi et Sri Aurobindo et du psychologue éducateur Jiddu Krishnamurti.

## Une conception de la recherche-action
Spécialiste de la recherche-action sur laquelle il a mené de nombreuses recherches dans les années 1970-1990, René Barbier a développé la recherche-action, dans un premier temps, en rapport avec une sociologie humaniste (la « recherche-action institutionnelle »). 
Dans les années 80-90, il développe la recherche-action dans un esprit plus existentiel. Il réintroduit les catégories du sensible, de l'imaginaire, du corporel, de la création, du mytho-poétique dans la méthodologie de la recherche-action qu'il nomme « existentielle ». 
Dans le même moment, il institue sa théorie d'« approche transversale, l'écoute sensible en sciences humaines » qui conjugue un objet de connaissance : l'imaginaire tridimensionnel avec une triple écoute-action (scientifique-clinique, philosophique-existentielle et mytho-poétique). René Barbier en a donné une synthèse lors de l'un de ses derniers  cours en Master, en 2007. Depuis les années 2000, il s'investit dans l'élaboration d'une recherche-action transpersonnelle qui assume l'ouverture de la réalité humaine à une spiritualité laïque.
L'écoute sensible est pour lui, un travail sur soi-même: se mettre à l'écoute sensible d'autrui suppose qu'on ne projette pas sur lui ses propres angoisses et ses propres désirs. 

« L'écoute sensible et multiréférentielle n'est pas fixée par l'interprétation des faits : un "écouter/voir" fondé sur l'empathie, essayant de reconnaître la réalité de la personne au-delà de son système de représentations et d'actions imposés par son environnement, se laissant surprendre par l'inconnu et n'imposant pas de modèle de référence, l'écoute sensible est plus un art qu'une science (p. 68). Jacques Ardoino emploie l'expression "prêter du sens" qui suppose de la part du chercheur de pouvoir mettre à la disposition de la personne son capital de connaissances et de réflexion, si elle le désire. De toute façon, la personne "retraduira" en fonction du contexte ce qui lui est proposé et elle seule possède les clefs du décryptage de cette retraduction. (D'où le retour à la nécessité d'un travail sur soi-même et de la modestie du chercheur ?). »

« L'importance donnée à chacun des cinq sens dans l'écoute sensible : "une personne n'existe que par la mise en acte d'un corps, d'une imagination, d'une raison, d'une affectivité en interaction permanente" (p. 69). Entrer dans une relation à la totalité de l'autre implique que l'on n'écarte aucune approche, les cinq sens en font partie. L'écoute sensible et multiréférentielle est avant tout une présence méditative : la méditation que R. Barbier "défend" en écoute sensible est une méditation "sans objet", telle que Jiddu Krishnamurti ou K.G. Durkheim la pratiquait et dont il dit qu'ils "étaient des hommes d'une si fine sensibilité à l'égard d'autrui comme à l'égard du monde" (p. 70). R. Barbier cite également C.G. Jung pour aller plus loin dans la faculté de voir mythiquement le monde. La méditation est un état "d'hypervigilance, de suprême attention, le contraire d'un état de conscience dispersé". "L'écoute, dans ce cas, est d'une finesse sans pareille. L'écoute est toujours une écoute-action spontanée. Elle agit sans même y penser" (p 70). R. Barbier critique "l'ingénierie sociale" qui propose sans grande réflexion à des personnes en situation "infrahumaine" des projets qui seront voués à l'échec, tant ils correspondent peu à l'attente de ces personnes… »

### Une conception d'étape dans la vie
Selon Carl Gustav Jung  dans son ouvrage, Psychologie et éducation, la première des éducations vient de celle que l'on se doit à soi-même. Mais cette  éducation de soi, en ce qu'elle concerne l'adulte ne se décide pas d'un point de vue intellectuel, elle apparaît au cours de ce que l'on nomme le processus d'individuation. C'est au cours de la seconde partie de la vie, où l'adulte se met à réfléchir sur lui et sur sa vie dont sa vie intérieure que le processus d'individuation peut être approché par l'homme ou la femme adulte. Finalement, « l'individuation n'a d'autre but que de libérer le Soi, d'une part des fausses enveloppes de la persona, et d'autre part de la force suggestive des images inconscientes. »
De la même manière « René Barbier explique que l'âge est également un vecteur de transformation de son approche. Il estime que l'étape de vie qu'il atteint le prédispose davantage à l'approfondissement de son rapport à l'absolu, à la densification de sa reliance au monde, qu'à la multiplication des actions de terrain. ..» ... «Il cite, alors, la vision de Carl Gustav Jung, recoupant la sagesse indienne, déclinant trois tendances majeures se succédant, lors d'une trame existentielle. La première est la propension à l'aventure. La seconde se caractérise par le fait de chercher à relier sa personnalité au fonctionnement social... » ...  « Elle est une quête adaptative, parsemée de conflits enrichissants. La troisième, générée par la perspective de la mort individuelle, consiste en un mûrissement, sans doute une relativisation des approches pugnaces au profit d'une recherche de sens. L'homme vise alors à apporter sa pierre à la conciliation des éléments du vivant. ..»
Toutefois, si l'âge, pour René Barbier, représente des moments de vie assez aisément identifiables, la notion « trop occidentale » de "projet de vie" en éducation est abandonnée pour laisser place à « l'instantanéité de l'imagination créatrice imprévue », apparaissant dans l'écoute sensible mytho-poétique, état non recherché et découverte dans le présent du Chaos/Abîme/Sans-Fond,

## Ouverture et démocratisation du savoir
Depuis les années 1990, après plusieurs voyages en Chine et en Corée, il s'intéresse de très près à la pensée chinoise et ses rapports à l'éducation. Il donne également, depuis plus de vingt ans, un enseignement en ligne et en présentiel sur le psychologue et éducateur d'origine hindoue Jiddu Krishnamurti.
René Barbier s'est fortement impliqué dans l'éducation par internet. On trouvera une "sélection de ses textes en ligne" sur son site.  Il a contribué à la création de la licence en sciences de l'éducation en ligne par l'Institut d'enseignement à distance (IED) de l'université de Paris VIII. Il a voulu que ses cours soient visibles de tous les internautes. Plus généralement c'est la pédagogie d'innovation et de création dans l'enseignement supérieur qui l'anime en permanence, comme le montre l'exemple de son dernier séminaire à l'université en 2007.
On trouvera aussi d'abondants textes en ligne de René Barbier sur son site, notamment de nombreux poèmes, en particulier sur le site qu'il anime depuis 2002, Le Journal des chercheurs. Ce site propose de nombreux textes en ligne, de plusieurs auteurs, d'ordre philosophique, poétique, de sciences humaines, éducatif et interculturel.
Depuis 2008, en tant que conseiller scientifique d'un important Centre d'innovation et de recherche en pédagogie de Paris, il s'attache à faire émerger un type de "management émancipant" qui emprunte à la fois à la tradition de la pensée asiatique, à la sociologie et à la psychosociologie critiques françaises, à la réflexion ouverte anglo-saxonne, à l'écologie politique et à une pensée humaniste renouvelée.

## Publications
- La recherche-action dans l'institution éducative, 1977, Gauthier-Villars, 227 p.
- La recherche-action, Economica, 1996, 112 p.
- L'Approche Transversale. L'écoute sensible en sciences humaines, Anthropos, 1997, 357 p.
- Éducation et sagesse. La quête de sens, 2001, Albin Michel, « Question de » n° 123, 370 p.
- Pour en finir avec le management efficace, avec Francois Fourcade et Christian Verrier, ed. Pierson, 2015, 218 p.
- avec Christian Verrier, La Joie d'être grand-père, août 2016, Edilivre, 224 p.

### Textes en ligne autour de l'éducation[15]
- Livres électroniques[16] :
  - Édition nouvelle et permanente de l'ensemble des textes de René Barbier sur les Sagesses poétiques de l'Orient[17]
  - L'heureux temps du bon pain. Histoire des boulangeries à Paris depuis les années 1920, par Laurianne Barbier[18]
  - Approche plurielle en éducation, questionnements et perspectives (en l'honneur du professeur Jacques Ardoino), Actes du colloque au Centre Culturel Les Fontaines) Chantilly (30-31 mai-1er juin 1998) par René Barbier[19]
  - Histoire de Jean Perceval. Un scénario narratif par René Barbier[20]
  - Questions sur l'éducation par René Barbier[21]
  - Lettres à Lara par René Barbier[22]
  - Sagesse chinoise et éducation par René Barbier[23]
  - La Vision du monde de Krishnamurti, nouvelle édition 2009 par René Barbier[24]
  - Petites notes pour une vie imperceptible[25]